# Minouche Janmaat-Abee
Minouche Janmaat-Abee (Amsterdam, 3 september 1945) is een Nederlands voormalig politica namens het CDA.

## Levensloop
Janmaat-Abee groeide op in Haren in de provincie Groningen. Ze werkte aanvankelijk als verpleegkundige en liep stage bij Artsen zonder Grenzen in Soedan. In Oost-Groningen bekleedde ze diverse bestuursfuncties in de zorgsector.
Van 1981 tot 1994 was Janmaat-Abee met enkele onderbrekingen Tweede Kamerlid voor het CDA. Ze richtte zich in de Tweede Kamer onder meer op de gezondheidszorg. Vooral zaken als aids, gehandicaptenzorg en alternatieve geneesmiddelen hadden haar belangstelling. Ze hield zich ook bezig met emancipatiebeleid en onderwijs.
Janmaat-Abee was in augustus 1981 een van de zestien leden van de CDA-fractie die tegen het ontwerp-regeerakkoord tussen CDA, PvdA en D66 stemden, omdat fractievoorzitter Van Agt bij aanvaarding zou opstappen.
- Parlement.com: vg09llmoaazw